# Tuviah Friedman
Tuviah Friedman (en hébreu טוביה פרידמן), né le 23 janvier 1922 à Radom, en Pologne – mort le 13 janvier 2011 à Haïfa, en Israël,, est un chasseur de nazis. Il fut directeur de l’Institut de documentation des crimes de guerre nazis de Haïfa.
Durant la Seconde Guerre mondiale, il est emprisonné dans un camp de concentration près de Radom, dont il s’évade en 1944. L’année suivante il est officier, chargé des interrogatoires dans la prison de Gdańsk.
De 1946 à 1952 il travaille pour la Haganah à Vienne, en tant que directeur du personnel du Centre de documentation des crimes de guerre nazis. Lui et ses collègues ont chassé de nombreux nazis.
Installé en Israël, il a joué un rôle dans la capture d’Adolf Eichmann.
Tuviah Friedman a publié une autobiographie intitulée The Hunter. Les archives du mémorial de Yad Vashem en Israël contiennent des dossiers, rassemblés par Friedman, sur plusieurs nazis.